# Brouwerij De Molen
Brouwerij de Molen is een Nederlandse ambachtelijke brouwerij van craftbier, gevestigd in Bodegraven, Zuid-Holland. De brouwerij begon in de historische windmolen De Arkduif uit 1697 en verhuisde later naar een groter pand aan de overkant van de straat. In de molen werd Brouwcafé De Molen gevestigd, waar het volledige assortiment bieren te koop is en kan worden geproefd.

## Het &-logo
Het &-teken in het logo van de brouwerij staat symbool voor de unieke smaakcombinaties van de Black Labels. Het symboliseert ook de samenwerking met Stichting Philadelphia en onderstreept daarmee de inclusiviteit van de werknemers met een beperking, die essentieel zijn voor de dagelijkse operatie van de brouwerij.

## Geschiedenis

### Oprichting
In 2004 richtte Menno Olivier Brouwerij De Molen op. De officiële opening vond plaats op 18 september 2004 en werd verricht door Bram van der Vlugt. Voordat hij zijn eigen brouwerij startte, werkte Olivier bij verschillende kleine brouwerijen, waaronder Stadsbrouwerij De Pelgrim in Rotterdam, bij de Texelse Bierbrouwerij en Brouwerij de Prael. Zijn doel was om ambachtelijke streekbieren te brouwen en de Nederlandse biercultuur nieuw leven in te blazen. Voor zijn bijdrage ontving hij de PINT Zilveren Knuppel. 

### Stichting Philadelphia
In 2006 begon Brouwerij De Molen in samenwerking met Stichting Philadelphia met het bieden van werk- en dagbesteding aan mensen met een verstandelijke beperking. De deelnemers zijn sindsdien essentieel voor de dagelijkse operatie van de brouwerij geworden.

### Overname
In 2016 nam Bavaria N.V., het latere Royal Swinkels, een belang van 35 procent in Brouwerij de Molen. In 2019 kocht het Lieshoutse bedrijf de resterende 65 procent. Brouwerij de Molen blijft zelf verantwoordelijk voor het ontwikkelen en brouwen van zijn speciaalbieren. Royal Swinkels stelt zijn technische expertise en distributiekanalen ter beschikking aan Brouwerij de Molen.

### Introductie &-logo
Tijdens de Covid-19 pandemie werd de merkidentiteit onderzocht en bleek de samenwerking met Stichting Philadelphia en de unieke smaakcombinaties van de Black Labels te benadrukken dat inclusiviteit centraal staat.
In 2022 introduceerde Brouwerij De Molen daarom een nieuw logo, de ‘&’, dat inclusiviteit symboliseert.

### Vertrek oprichter
Olivier verliet Brouwerij de Molen in 2020, vier jaar nadat Bavaria een belang in de brouwerij had genomen. In 2024 richtte hij in Catalonië zijn eigen brouwerij op, genaamd Menno Olivier Brewing.

### Sluiting
In januari 2025 werd bekend dat Royal Swinkels overwoog Brouwerij De Molen te sluiten vanwege de afnemende bierconsumptie, de verzadigde speciaalbiermarkt en een complex huurcontract. De ondernemingsraad bracht op 19 maart een positief advies uit. Op 1 oktober 2025 zal de brouwerij definitief sluiten.
De bieren van De Molen bleven beschikbaar, maar de productie werd verplaatst. De sluiting had gevolgen voor twaalf medewerkers en 29 mensen met een beperking die er dagbesteding hadden. De brouwerijlocatie werd verkocht aan projectontwikkelaar Thunnissen, die hier vanaf 2027 circa veertig woningen zal realiseren. Het naastgelegen Brouwcafé de Molen blijft operationeel. Oprichters Menno Olivier en John Brus uitten hun teleurstelling over de sluiting.

## Assortiment
Het assortiment van Brouwerij de Molen kent meerdere categorieën. Allereerst het kernassortiment dat de naam 'White Label' draagt. De bieren in deze categorie dragen veelal opvallende namen, bestaande uit twee woorden, vaak gebaseerd op Nederlandse spreekwoorden en gezegden. Enkele voorbeelden hiervan zijn Hel & Verdoemenis, Heen & Weer en Vuur & Vlam. De namen kunnen ook iets te maken hebben met de smaakverwachting van het bier zoals Krent & Bol of Roos & Blad. Naast het 'White Label' is er ook een categorie 'Black Label'. Deze bestaat uit bieren met unieke smaakcombinaties die eenmalig worden uitgebracht. Zo bracht De Molen bieren op de markt met de smaken van stoofperen, zeewier en het gerecht babi pangang. Een derde categorie wordt gevormd door bieren uit het 'Barrel Aged' programma. Hierbij worden bieren gerijpt in eikenhouten vaten die eerder zijn gebruikt voor wijn, whisky, rum of calvados. Ze zijn te herkennen aan de waxlaag op de hals van de fles. Ten slotte omvat het assortiment de categorie 'seizoensbieren'.

### Portfolio
Het ‘White Label’ portfolio omvat:
- Vuur & Vlam Classic IPA
- Water & Vuur NEIPA
- Fruit & Kruid Japanese Blond
- Op & Top Pale Ale
- Heen & Weer Triple
- Hel & Verdoemenis Imperial Stout
- Bommen & Granaten Barley Wine
- Koel & Krachtig Cold IPA
- Ale & Hop Session NEIPA[1]

Daarnaast brouwt De Molen drie seizoensbieren:
- Dag & Dauw Bergamot IPA
- Guur & Kou Scottish Ale

## Borefts Bier Festival
Sinds 2009 organiseert Brouwerij De Molen jaarlijks het internationale Borefts Bier Festival, waar zo'n 7000 bierliefhebbers uit diverse landen op af komen. Het festival biedt een diversiteit aan brouwers, van grote namen tot kleine ambachtelijke brouwerijen, die hun bieren presenteren. Het festival vindt plaats in september en de exacte datum wordt ongeveer zes maanden van tevoren bekendgemaakt. In 2018 werd het door het NRC het oudste en meest toonaangevende craftbeerfestival in Nederland genoemd. Het Borefts Bierfestival zal in 2025 voor de laatste keer plaatsvinden.

## Onderscheidingen
Brouwerij De Molen heeft door de jaren heen meerdere onderscheidingen ontvangen en staat een aantal jaren in de Top 100 Beste Brouwerijen ter Wereld, volgens Ratebeer.com, met als hoogste positie nummer 6 in 2017. Ratebeer beschouwde De Molen toen ook als de beste brouwerij van Nederland.
Een van de allereerste prijzen was de erkenning ‘Favourite’ voor de Borefts Stout op het Great British Beer Festival in 2005. Hieronder een overzicht van de prijzen die Brouwerij De Molen de afgelopen vijf jaar heeft ontvangen:

### 2020
Dutch Beer Challenge:
- Goud voor Bold & Brash Bourbon BA Blackberry
- Brons voor Hel & Verdoemenis Imperial Stout
- Brons voor Hel & Verdoemenis Hazelnut Imperial Stout

### 2021
Dutch Beer Challenge:
- Brons voor Gouds & Gevaarlijk Stroopwafel Barley Wine
- Brons voor Kort & Krachtig Saison
- Brons voor Op & Top Pale Ale

Brussels Beer Challenge:
- Zilver voor Hel & Verdoemenis Imperial Stout

### 2022
Dutch Beer Challenge:
- Brons voor Hel & Verdoemenis Imperial Stout
- Brons voor Kort & Krachtig Saison
- Brons voor Op & Top Pale Ale

Brussels Beer Challenge:
- Zilver voor Kruid & Koek Belgian Quadrupel

### 2023
Dutch Beer Challenge:
- Goud voor Heen & Weer Triple
- Brons voor Op & Top Pale Ale

Brussels Beer Challenge:
- Goud voor Hel & Verdoemenis Imperial Stout

- Goud voor Balcones Edition 2023 Barley Wine (Barrel Aged)
- Brons voor Op & Top Pale Ale

### 2024
Dutch Beer Challenge:
- Goud voor Vuur & Vlam Classic IPA
- Zilver voor Black & Tan Imperial Stout & Barley Wine Blend

World Beer Cup:
- Zilver voor Balcones Edition 2023 Barley Wine (Barrel Aged)

Untappd Community Awards:
- Goud voor Cacao & Karamel Imp. Dark Caramel Cacao Lager
- Goud voor Cacao & Kokos Imp. Dark Cacao Coconut Lager
- Goud voor Wild Turkey Edition 2023 Wheat Wine (Barrel Aged)
- Goud voor Grand & Cru Edition 2023 Grand Cru (Barrel Aged)
- Goud voor Whiskey Edition 2022 Scottish Wee Heavy (Barrel Aged)
- Goud voor Episode II The Force Of The Emperor (Collab Uiltje Brewing)
- Zilver voor Calvados Edition 2023 Strong Saison (Barrel Aged)
- Brons voor Milk & Shake Caramel Seasalt IPA
- Brons voor Calvados Edition 2024 Belgian Strong Ale (Barrel Aged)

Brussels Beer Challenge
- Goud voor Fruit & Kruid Japanese Blond
- Brons voor Proost & Toost (Barrel Aged)
- Brond voor Rioja Edition 2024 Imperial Irish Red (Barrel Aged)

European Beer Star
- Goud voor Episode III Trinity of the Sith (Collab Uiltje Brewing)

Ter gelegenheid van het 20-jarig bestaan participeerde Brouwerij De Molen dit jaar in meer internationale bierwedstrijden:
London Beer Competition:
- Goud voor Balcones Edition 2023 Barley Wine (Barrel Aged)
- Goud voor Bommen & Granaten Barley Wine
- Zilver voor Hel & Verdoemenis Imperial Stout
- Zilver voor Calvados Edition 2024 Belgian Strong Ale (Barrel Aged)
- Zilver voor Koel & Krachtig Cold IPA
- Zilver voor Ale & Hop Session NEIPA

Melbourne Royal:
- Goud voor Bommen & Granaten Barley Wine
- Zilver voor Hel & Verdoemenis Imperial Stout
- Brons voor Balcones Edition 2023 Barley Wine (Barrel Aged)

Asia Beer Challenge:
- 2x Goud voor Bommen & Granaten Barley Wine
- Goud voor Vuur & Vlam Classic IPA
- Goud voor Hel & Verdoemenis Hazelnoot
- Zilver voor Hel & Verdoemenis Imperial Stout
- Zilver voor Mooi & Meedogenloos Imperial Stout
- Brons voor Rasputin Imperial Stout